# Vranovice (ort i Tjeckien, Mellersta Böhmen)
Vranovice är en ort i Tjeckien.   Den ligger i regionen Mellersta Böhmen, i den centrala delen av landet, 60 km sydväst om huvudstaden Prag. Vranovice ligger 541 meter över havet och antalet invånare är 258.
Terrängen runt Vranovice är platt åt sydost, men åt nordväst är den kuperad. Runt Vranovice är det ganska tätbefolkat, med 120 invånare per kvadratkilometer. Närmaste större samhälle är Příbram, 11,0 km nordost om Vranovice. Trakten runt Vranovice består till största delen av jordbruksmark.